# Alessandro Rapini
Alessandro Rapini (1974) es un botánico y curador brasileño. Es profesor Titular en la Universidad Estadual de Feira de Santana. Trabaja en la sistemática de Asclepiadoideae (Apocynaceae), especializándose en florística y filogenia de las especies neotropicales, con especial atención a la microendémicas de la Cordillera Espinhaço; en el "Departamento de Biología", de la Universidad Estadual de Feira de Santana, Bahía (Brasil).

## Algunas publicaciones

### Libros
- luciano Paganucci de Queiroz, alessandro Rapini, ana maria Giulietti. 2006. Towards greater knowledge of the Brazilian semi-arid biodiversity. Ed. MCT. 142 pp.
- 2000. Sistemática: estudos em Asclepiadoideae (Apocynaceae) da Cadeia do Espinhaço de Minas Gerais. 283 pp.

- La abreviatura «Rapini» se emplea para indicar a Alessandro Rapini como autoridad en la descripción y clasificación científica de los vegetales.[2]